# Stanislav Karasi
Stanislav Karasi (srbskou cyrilicí Станислав Караси; * 8. listopadu 1946 Bělehrad) je bývalý jugoslávský fotbalista srbské národnosti, útočník. Po skončení aktivní činnosti působil jako trenér.

## Fotbalová kariéra
V jugoslávské lize začínal v týmu FK Crvena zvezda, se kterou získal tři mistrovské tituly a dvakrát vyhrál jugoslávský fotbalový pohár. Dále hrál ve Francii za Lille OSC a v Belgii za Royal Antwerp FC. Pokračoval v americké lize sálového fotbalu za  Buffalo Stallions a New York Arrows. Po návratu do vlasti hrál ligu za OFK Bělehrad a v nižší soutěži za FK Hajduk Beograd. V jugoslávské lize nastoupil ve 169 ligových utkáních a dal 57 góly. Ve francouzské Ligue 1 nastoupil v 109 utkáních a dal 35 gólů a v belgické lize nastoupil ve 27 utkáních a dal 5 gólů. V Poháru mistrů evropských zemí nastoupil v 16 utkáních a dal 7 gólů, v Poháru vítězů pohárů nastoupil v 6 utkáních a dal 2 góly a v Poháru UEFA nastoupil v 6 utkáních a dal 2 góly. Za reprezentaci Jugoslávie nastoupil v letech 1973-1974 v 10 utkáních a dal 4 góly. Na Mistrovství světa ve fotbale 1974 byl členem jugoslávské reprezentace, nastoupil ve 4 utkáních a dal 2 góly.

## Ligová bilance
| Ročník                          | Zápasy | Góly | Klub                   |
| ------------------------------- | ------ | ---- | ---------------------- |
| 2. jugoslávská liga 1966/1967   | -      | -    | NK Borovo              |
| 2. jugoslávská liga 1967/1968   | -      | -    | NK Borovo              |
| 2. jugoslávská liga 1968/1969   | -      | -    | NK Borovo              |
| Jugoslávská Prva liga 1968/1969 | 1      | 0    | Crvena zvezda Bělehrad |
| Jugoslávská Prva liga 1969/1970 | 31     | 10   | Crvena zvezda Bělehrad |
| Jugoslávská Prva liga 1970/1971 | 26     | 11   | Crvena zvezda Bělehrad |
| Jugoslávská Prva liga 1971/1972 | 30     | 5    | Crvena zvezda Bělehrad |
| Jugoslávská Prva liga 1972/1973 | 32     | 17   | Crvena zvezda Bělehrad |
| Jugoslávská Prva liga 1973/1974 | 30     | 14   | Crvena zvezda Bělehrad |
| Ligue 1 1974/1975               | 37     | 13   | Lille OSC              |
| Ligue 1 1975/1976               | 37     | 12   | Lille OSC              |
| Ligue 1 1976/1977               | 35     | 10   | Lille OSC              |
| 1. belgická liga 1977/1978      | 25     | 5    | Royal Antwerp FC       |
| 1. belgická liga 1978/1979      | 2      | 0    | Royal Antwerp FC       |
| Jugoslávská Prva liga 1981/1982 | 11     | 0    | OFK Bělehrad           |
| Jugoslávská Prva liga 1982/1983 | 8      | 0    | OFK Bělehrad           |
| CELKEM 1. jugoslávská liga      | 170    | 57   |                        |
| CELKEM Ligue 1                  | 109    | 35   |                        |
| CELKEM 1. belgická liga         | 27     | 5    |                        |